# Комисия за финансов надзор
Комисията за финансов надзор на Република България е специализиран държавен регулаторен орган за контролиране на финансовата система, извън банковия сектор, надзорът над който се осъществява от Българската народна банка. Тя е орган, независим от Министерския съвет и за своята дейност се отчита пред Народното събрание.
Председател на Комисията за финансов надзор от 15 март 2019 г. е Бойко Атанасов.

## История
Създадена е на 1 март 2003 г. със Закона за Комисията за финансов надзор с цел да изпълнява функциите на съществуващите дотогава Държавна комисия по ценните книжа, Държавна агенция за осигурителен надзор и Агенция за застрахователен надзор.
Комисията осъществява финансов надзор върху:
1. дейността на регулираните пазари на ценни книжа;
2. дейността на Централния депозитар;
3. дейността на инвестиционните посредници, инвестиционните и управляващите дружества;
4. дейността на физическите лица, които непосредствено извършват сделки с ценни книжа и инвестиционни консултации;
5. дейността на публичните дружества и другите емитенти на ценни книжа, съгласно Закона за публичното предлагане на ценни книжа;
6. дейността на застрахователите, застрахователните брокери и застрахователните агенти съгласно Кодекса за застраховането
7. дейността на здравноосигурителните дружества съгласно Закона за здравното осигуряване;
8. дейността на дружествата за допълнително социално осигуряване и на управляваните от тях фондове съгласно Кодекса за социално осигуряване.

Състои се от пет членове: председател, трима заместник-председатели и един член. Мандатът на председателя на комисията е шест години. Тримата заместник-председатели оглавяват вътрешно обособените в Комисията 3 основни управления:
- „Надзор на инвестиционната дейност“
- „Застрахователен надзор“
- „Осигурителен надзор“

## Председатели
- Апостол Апостолов (2003 – 2009)
- Петър Чобанов (2009 – 2010)
- Стоян Мавродиев (2010 – 2016)
- Карина Караиванова (2016 – 2019)
- Бойко Атанасов (2019-2025)
- Васил Големански (2025 - )

## Сходни институции в други страни
В Обединеното кралство такава институция е Службата за финансов контрол (на английски: Financial Conduct Authority, буквално „служба, която следи за поведението на финансовите участници“). Финансира се от такси, налагани на участниците, предоставящи финансови услуги. Според британското и ирландското дружествено право дружествената форма е „частна компания, ограничена с гаранция“ (на английски: private company limited by guarantee). Съществува от 1 април 2013 г.